# Klubi Futbollistik Liria
El Klubi Fotbol Liria es un Club de Fútbol de la Ciudad de Prizren, Kosovo. Juega en la Liga e Parë.

## Palmarés
- Superliga de Kosovo: 4

1974/75, 1980/81, 1983/84, 1986/87
- Copa de Kosovo: 3

1994/95, 2006/07, 2009/10

## Jugadores

### Jugadores destacados
- Patrik Doçi
- Roland Duraku
- Uliks Emra
- Ilir Nallbani
- Besnik Hasi
- Kujtim Shala
- Armando Nieves